# Johann Adam Reincken
Johann Adam Reincken, także Jan Adams lub Jean Adam Reinken, Reinkinck, Reincke, Reinicke, Reinike (ochrzczony 10 grudnia (?) 1643 w Deventer, zm. 24 listopada 1722 w Hamburgu) – niemiecko-holenderski kompozytor i organista.

## Życiorys
Jako miejsce jego pochodzenia podawano Wildeshausen koło Bremy, Wilshausen w Alzacji lub miejscowość o tej samej nazwie w Holandii. W latach 1650–1654 pobierał nauki w Deventer u miejscowego organisty, Lucasa van Lennicka. Od 1654 do 1657 roku był uczniem Heinricha Scheidemanna w Hamburgu. Po powrocie do Deventer w 1657 roku został organistą miejscowego Berghkercke. W 1658 roku ponownie wyjechał do Hamburga, gdzie został asystentem Scheidemanna, którego w 1663 roku zastąpił na stanowisku organisty kościoła św. Katarzyny i w 1665 roku poślubił jedną z jego córek. Należał do współtwórców powołanej w 1678 roku opery hamburskiej i do 1685 roku był jednym z jej dyrektorów. W 1705 roku pokonał ubiegającego się o posadę organisty kościoła św. Katarzyny Johanna Matthesona, który później wyrażał się o nim niepochlebnie.
Cieszył się sławą jednego z największych wirtuozów organów swoich czasów, a także pedagoga i konsultanta w zakresie budowy organów. Przyjaźnił się z Dietrichem Buxtehudem i Johannem Theile. Johann Sebastian Bach trzykrotnie odwiedzał Hamburg (1700, 1703, 1720), by słuchać gry Reinckena, sam też zdobył jego uznanie jako improwizator.

## Twórczość
Należał do czołowych przedstawicieli północnoniemieckiej szkoły organowej. Z jego twórczości zachowała się tylko część utworów: dwie fantazje chorałowe, osiem suit klawesynowych oraz zbiór sześciu sonat i suit na violę da gamba i basso continuo. Największe znaczenie ma ten ostatni zbiór, wydany pod tytułem Hortus musicus. Zawarte w nim utwory posiadają starannie wycyzelowaną formę i oryginalny styl, poprzedza je przedmowa autora, zawierająca prezentację jego poglądów artystycznych. Reincken połączył w Hortus musicus styl sonaty da chiesa i sonaty da camera, każda z 6 suit poprzedzona jest 3-częściową sonatą.